# Тиран (царь Великой Армении)
Тиран (Тигран VII, арм. Տիրան) — царь Великой Армении из рода Аршакидов.
Отцом Тирана был Хосров III Котак, который правил в благоприятных условиях. В отличие от своего отца, Тиран правил в период, когда над Арменией нависла опасность. Тиран взошёл на престол в 338 году. В 345 году держава Сасанидов начала войну с Римом, в которую оказалась втянута и Армения.
Внутри армянского государства продолжалась борьба царя и нахараров. Особенно обострились отношения между Тираном и католикосом Юсиком из рода Григора Просветителя. Церковь с каждым днём становилась всё влиятельнее и католикос получал всё бо́льшую власть. Из-за этого началось противоборство между царём и католикосом. Католикос был убит по приказу Тирана. По инициативе царя род Просветителя был отстранён от руководства церковью. Католикосом был избран некий Парени, так как Тирана заботило, кто будет руководить церковью. Благодаря Тирану в борьбе против нахараров появилась новая личность — Айр-мардпет, которого историк Фавстос Бузанд описывает как очень подлого человека.
Тиран умер в 350 году и его преемником на престоле стал Аршак II.
Во времена Тирана жил армянский христианский святой Саркис.